# 奥能登広域圏事務組合
奥能登広域圏事務組合（おくのとこういきけんじむくみあい）は、石川県の奥能登地方の地方公共団体が設立している一部事務組合である。
奥能登地方の輪島市、珠洲市、鳳珠郡穴水町、能登町の2市2町が加盟している。

## 概要

### 主な事務

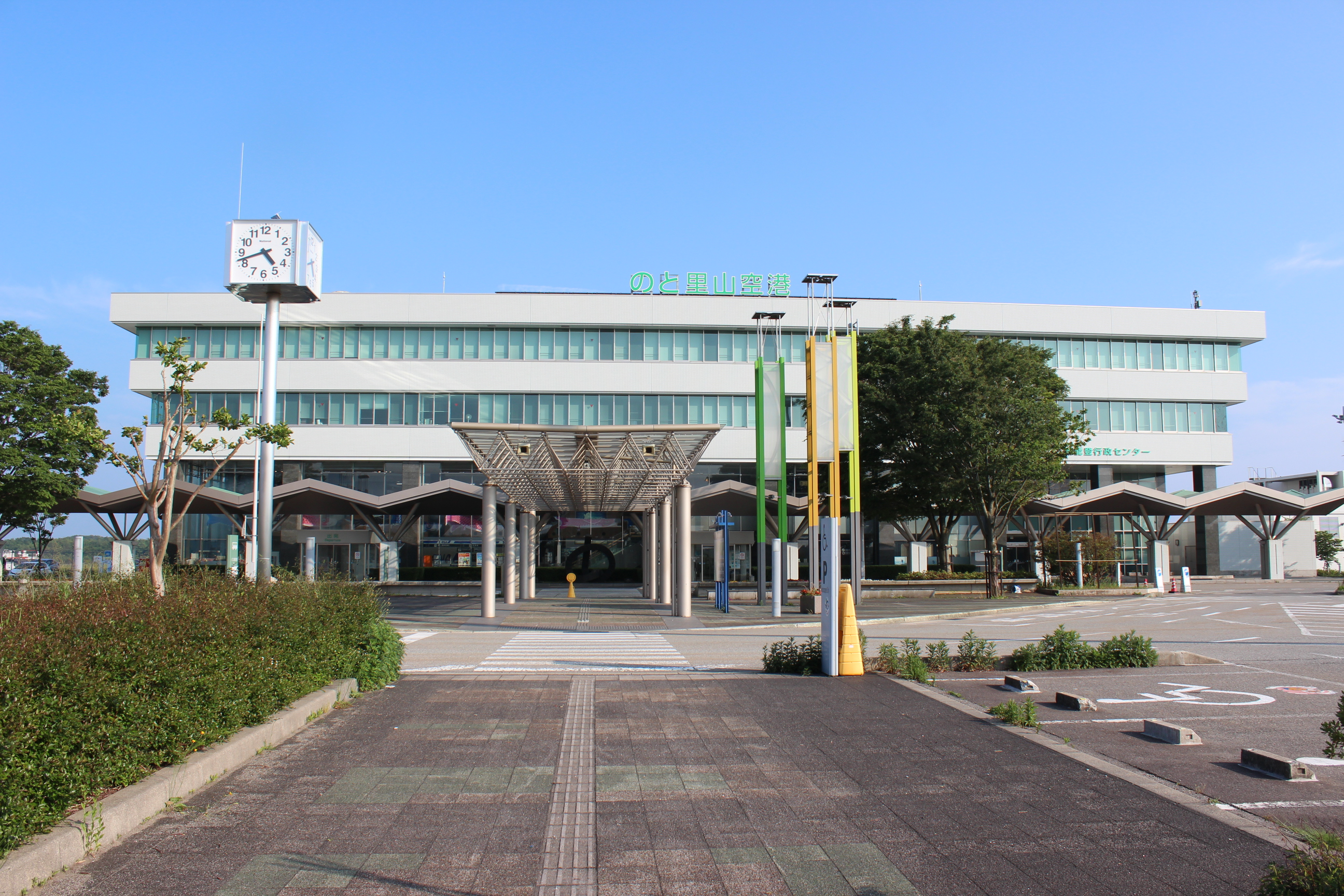
能登空港ターミナルビル

- 「奥能登広域市町村圏振興整備計画」の策定および実施に関する事務
- 常備消防事務（消防組合として消防本部を設置）
- 能登空港ターミナルビルの設置、運営事業者への出資、能登空港の利用推進に関わる事務
- 各種証明書（住民票の写しなど）の受付および証明書の引渡し事務
- 奥能登広域消費生活センターの運営
- 奥能登山海市場の設置

### 事務局
- 輪島市三井町洲衛10部11-1（能登空港ターミナルビル4階）

### 組織
- 議決機関
  - 組合議会（7人） - 議長、副議長、議員5人（輪島市・珠洲市・能登町各議会議員より各2人、穴水町議会議員1人）
- 執行機関
  - 運営理事会（4人） - 組合長、副組合長、理事2人（各市町の首長で構成）
- 監査委員（2人）
- 公平委員会（3人）

## 沿革
- 1970年（昭和45年）8月 - 奥能登地方の各自治体（輪島市、珠洲市、鳳至郡穴水町・能都町・柳田村・門前町、珠洲郡内浦町）において奥能登広域市町村圏を設定。
- 1970年（昭和45年）9月 - 奥能登広域市町村圏協議会を設立。
- 1971年（昭和46年）7月 - 奥能登地区食肉産地処理加工施設組合を設立。
- 1972年（昭和47年）4月1日 - 奥能登広域圏消防事務組合を設立。
- 1977年（昭和52年）4月1日 - 奥能登広域市町村圏協議会・奥能登地区食肉産地処理加工施設組合・奥能登広域圏消防事務組合を統合し、奥能登広域圏事務組合を設立。
- 2003年（平成15年）5月 - 組合事務局を能登空港ターミナルビルに移転。
- 2016年（平成28年）3月28日 - 消防本部・輪島消防署の新庁舎竣工。輪島市杉平町大百苅2番地へ移転[1]。

## 常備消防事務
奥能登地方では、1972年（昭和47年）4月1日に奥能登広域圏消防事務組合が設立されるまでは輪島市および珠洲市の2市しか常備消防がなく、その他の町村では消防団が消防事務を担当していた。消防組合の設立により、輪島市に消防組合の消防本部が設立されて、同時に輪島・珠洲両市に消防署が設置された。
発足当時は2署5分署1分遣所で、職員定数は102人であった。2016年4月1日に町野・大谷両分遣所が分署に改称されたため、2019年時点では4署5分署の体制となっている。

### 組織
- 消防本部
  - 庶務課 - 庶務係
  - 消防課 - 予防係、保安係、警防係

### 消防署

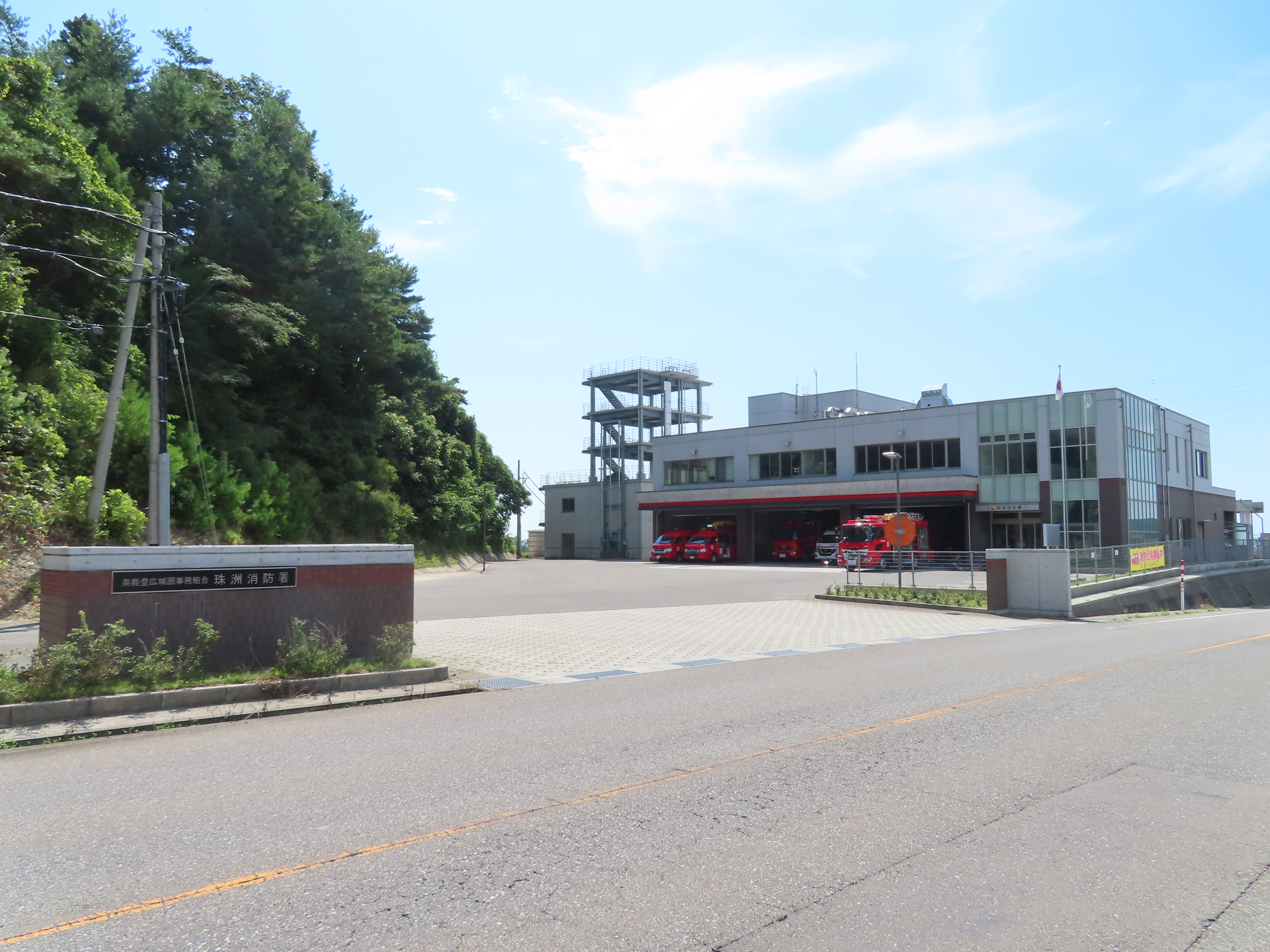
珠洲消防署

| 消防署     | 住所                            | 分署                                                                      |
| ---------- | ------------------------------- | ------------------------------------------------------------------------- |
| 輪島消防署 | 輪島市杉平町大百苅2番地         | 門前：輪島市門前町走出11の28番地 町野：輪島市町野町広江1部111番地1        |
| 珠洲消防署 | 珠洲市上戸町北方22字100番地     | 大谷：珠洲市大谷町2字57番地の11                                           |
| 能登消防署 | 鳳珠郡能登町字上町ヲ部字15番地1 | 内浦：鳳珠郡能登町字秋吉30字54番地 宇出津：鳳珠郡能登町字宇出津カ字1番地1 |
| 穴水消防署 | 鳳珠郡穴水町字平野トの1番地     | なし                                                                      |

- 珠洲消防署